# هربرت ماير (مهندس معماري)
هربرت ماير (بالإنجليزية: Herbert Maier)‏ هو مهندس معماري أمريكي، ولد في 2 يناير 1893، وتوفي في 23 فبراير 1969.